# Ion I. Inculeț
Ion I. Inculeț (n. 11 februarie 1921, Iași – d. 5 noiembrie 2011, Ontario, Canada) a fost un inginer canadian de origine română, membru de onoare din străinătate al Academiei Române (din 1992).
„Doctor Honoris Causa” al Universității Western Ontario (Canada), director al Centrului de Cercetare a Electrostaticii Aplicate al Universității Western Ontario, Ion I. Inculeț este autor și coautor a numeroase invenții sau inovații patentate (27 brevete de invenție) în diverse țări ale lumii, consultant NASA în probleme de explorare a Lunii și planetei Marte.
Este fiul lui Ion C. Inculeț (1884-1940) și al soției sale, prințesa Roxana Cantacuzino.

## Lucrări publicate
- Electrostatic minerals separation, published by: Letchworth, Hertfordshire, England; Research studies press, New York; Wiley, 1984
- In collaboration with Florin Tănăsescu and Radu Cramariuc, The modern problems of electrostatics with application in Environment protection, Published by Dordrecht, Boston; Kluwer academic Publishers, 1999